# Amakaka
Amakaka is een bestuurslaag in het regentschap Lembata van de provincie Oost-Nusa Tenggara, Indonesië. Amakaka telt 1118 inwoners (volkstelling 2010).